# سکه‌شناسی زیاریان
سکه‌های زیاری از جنس طلا (دینار)، نقره (درهم) و مس (فلوس) ضرب می‌شدند. این سکه‌ها که در ضرابخانه‌های شهرهای جرجان، استرآباد، آمل، سارویه، کرج و ری ضرب می‌شدند، همگی حاوی نام و القاب امیران زیاری، سال و نام شهری که سکه ضرب شده می‌باشند.
کلیفورد ادموند باسورث دربارهٔ اقتصاد زیاریان می‌گوید: «در وضع اقتصادی شکوفان و مترقی جهان اسلامی شرق در دوره قبل از دودمان سلجوقی - یا به تعبیر متز در دوره «رنسانس اسلام» - بی‌شک سکه‌های اولین امرای زیاری در سرتاسر جاده‌های تجاری به روسیه و بالتیک به مبادله رواج داشته‌است.» اما در ادامه می‌گوید: «از طرف دیگر، دوره‌ای که از ربع دوم قرن یازدهم میلادی به بعد آغاز می‌شود، دوران عدم آرامش و تزلزل سیاسی بوده و زندگی تجاری و اقتصادی را دستخوش شکست و گسیختگی کرده‌است. از این رو قدرت سیاسی آل زیار محدود شد و تا بدان حد کاستی گرفت که امرای این دودمان به صورت سردسته‌هایی کوه‌نشین درآمدند و همین واقعیت‌ها و حقایق تاریخی است که فقدان سکه‌های مربوط به زمان امرای بعدی زیاری را در نظر نویسنده امروز کاملاً توجیه می‌کند.»
سکه‌هایی که در زمان زیاریان و بوییان ضرب می‌شد، تقلیدی عینی از شکل و طرح کلی مسکوکات دو حاشیه‌اش عباسی بود که در آن‌ها شهادتین نقش می‌بست. در سکه‌های زیاری، پس از شهادتین نام حاکم زیاری می‌آمد و پشت سکه عبارت «الله، محمد رسول‌الله، نام خلیفه عباسی» درج می‌شد که نشان می‌دهد آل زیار خود را موظف به اشاره به نام خلیفه می‌دانستند.

## جدول سکه‌های امیران زیاری

### مرداویج

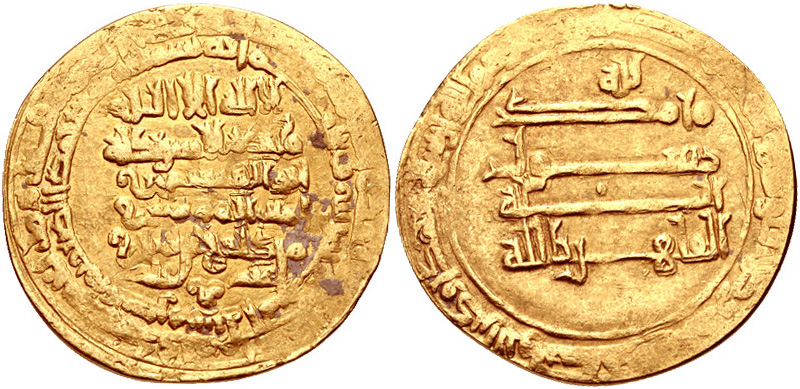
سکهٔ مرداویج زیاری.

تنها سکه‌ای از زیاریان که دینار و از جنس طلاست، متعلق به دوران پادشاهی مرداویج است و در پنج ماه نخست سال ۳۲۲ هجری در کرج ابی‌دلف ضرب شده‌است.
| نوع سکه | سال ه‍.ق) | شهر          | وزن      | قطر        | متن رو | متن پشت | منبع  |
| ------- | ------- | ------------ | -------- | ---------- | --- | --- | ----- |
| دینار   | ۳۲۰     | کرج [ابی‌دلف] | ۴٫۸۰ گرم | ۲۳ میلی‌متر | وسط: لا اله الا الله وحده لا شریک له ابوالقسم بم امیرالمؤمنین مردآویج بن زیار دور:بسم‌الله ضرب هذالدینار بکرج سنه اثنی و عشرین وثلثمائه لله الامر من قبل و من بعد و یومئذ یفرح المومنون | وسط: لله محمد رسول لله الله القاهربالله دور:محمدرسول الله - ارسله بالهدی و دین الحق لیظهره علی الدین ولو کره المشرکون | [ ۵ ] |

### وشمگیر

سکهٔ وشمگیر زیاری.

ساتر در مقاله سکه‌های آمل بسیاری از سکه‌هایی که به نام نوح یکم سامانی و منصور سامانی در شهرهای مختلف طبرستان ضرب شده‌است را به دوران وشمگیر نسبت می‌دهد. وی معتقدست وشمگیر حاکمی دست‌نشانده بوده و به علت وابستگی به سامانیان، به نام امیر سامانی سکه می‌زد.
مهرآبادی معتقدست بسیاری از سکه‌هایی که به وشمگیر نسبت داده می‌شود، در واقع از دوران جانشینش، بیستون، هستند و برای نمونه، سکه‌ای که در موزه بانک سپه هست و ملک‌زاده بیانی آن را به وشمگیر نسبت داده، از این جمله می‌شمارد و متعلق به بیستون معرفی می‌کند. مهرآبادی همچنین دو سکه‌ای که جورج سی. مایلز تصاویرشان را منتشر کرد، بررسی کرده‌است. دور سکه‌ای که متعلق به کلکسیون شخصی فردی به نام ریموند جی. هبرت بوده، عبارت «نصر من الله و فتح قریب» به صورت طعنه‌آمیزی آورده شده که یحتمل اشاره به فتح ری توسط وشمگیر دارد. مهرآبادی همچنین دو سکهٔ دیگر که شکستگی داشتند و توسط لِین پول در کاتالوگ موزه بریتانیا به وشمگیر نسبت داده شدند، را متعلق به بیستون دانسته؛ در حالی که باسورث هم شرح لین پول را تأیید کرده‌بود.
| نوع سکه | سال ه‍.ق)    | شهر | وزن      | قطر        | متن رو | متن پشت | منبع          |
| ------- | ---------- | --- | -------- | ---------- | --- | --- | ------------- |
| درهم    | ۳۴۷        | ری  | ؟        | ؟          | وسط: لا اله الا الله وحده لا شریک له نصر من الله دور:بسم‌الله ضرب هذالدرهم بالری سنه سبع و اربعین و ثلثمائه محمد رسول‌الله ارسله بالهدی و دین الحق لیظهره علی الدین … المشرکون | وسط: لله محمد رسول لله … الملک وشمگیر و فتح قریب                                                                      | [ ۹ ]         |
| درهم    | ۳۳۰ یا ۳۶۰ | ؟   | ۴٫۶۰ گرم | ۲۵ میلی‌متر | وسط: لا اله الا الله وحده لا شریک له المطیع‌لله دور:بسم‌الله ضرب هذالدینار سنه ثلثین و وثلثمائه لله محمد رسول‌الله ... ظهیرالدوله ابومنصور وشمگیر                               | وسط: لله محمد رسول لله الله القاهربالله دور:محمدرسول الله - ارسله بالهدی و دین الحق لیظهره علی الدین ولو کره المشرکون | [ ۱۰ ] [ ۱۱ ] |

### بیستون

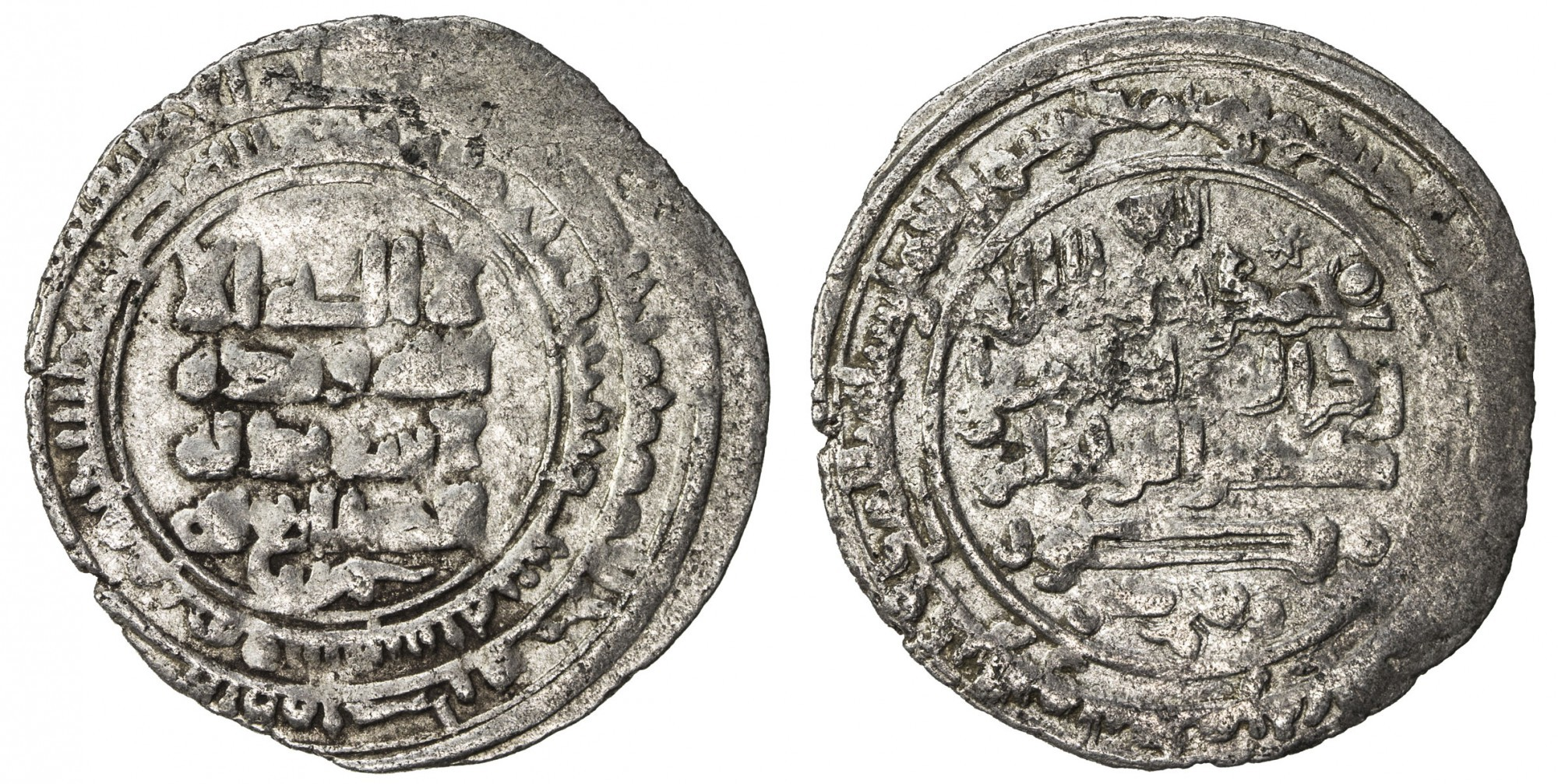
سکهٔ بیستون زیاری.

سکه‌های متعددی از بیستون زیاری به جای مانده‌است. در این مسکوکات گاه نام «بیستون» و گاه لقب «ظهیرالدوله» به چشم می‌خورند. برخی از سکه‌های ضرب شده توسط بیستون، اشتباهاً به دوران وشمگیر نسبت داده می‌شود. ساترن ده سکه از دوره بیستون را در مقاله‌ای تحت عنوان سکه‌های آمل  شناسایی و فهرست کرده‌است. اغلب این سکه‌ها در سه شهر آمل، ساری و گرگان (جرجان) ضرب شده‌اند و علاوه بر اسم و لقب بیستون، نام خلیفه وقت و رکن‌الدوله ابوعلی (حاکم بوییان) بر آنان نقش بسته‌است. تا سال ۳۶۰ هجری تنها نام «بیستون» بر سکه‌ها درج می‌شد ولی در این سال، خلیفه عباسی به بیستون لقب «ظهیرالدوله» بخشید و نام او به صورت «ظهیرالدوله ابومنصور وشمگیر» بر روی سکه‌ها حک شد.
| نوع سکه | سال ه‍.ق) | شهر   | وزن      | قطر        | متن رو | متن پشت                                                                     | منبع   |
| ------- | ------- | ----- | -------- | ---------- | --- | --------------------------------------------------------------------------- | ------ |
| درهم    | ۳۵۷     | جرجان | ۴٫۲۰ گرم | ۳۵ میلی‌متر | وسط: لا اله الا الله وحده لا شریک له بیستون بن وشمگیر دور:محمدرسول الله - ارسله بالهدی و دین الحق لیظهره علی الدین ولو کره المشرکون | محمد رسول‌الله ... ابوعلی بویه دور:... درهم… جرجان سنه سبع و خمسین و ثلثمائه | [ ۱۵ ] |
| درهم    | ۳۵۸     | آمل   | ؟        | ؟          | وسط:لا اله الا الله وحده لا شریک له بیستون بن وشمکیر دور:بسم الله ضرب هذا الدرهم بامل سنه ثمان و خمسین و ثلثمائه [آیات قرآن]        | وسط: لله محمد رسول‌الله المطیع لله رکن الدوله ابو علی بویه دور: [آیات قرآن]  | [ ۱۶ ] |
| درهم    | ۳۶۶     | هوسم  | ۳٫۶۳ گرم | ؟          | وسط: لا اله الا الله وحده لا شریک له ظهیرالدوله                                                                                     | وسط: الله محمد رسول‌الله الطائع بالله ....                                   | [ ۱۷ ] |
| درهم    | ۳۶۰     | ؟     | ؟        | ؟          | وسط: لا اله الا الله وحده لا شریک له المطیع لله دور:بسم‌الله… رهم … و ثلث مائه لله الامر الخ                                         | وسط: الله محمد رسول‌الله رکن الدوله ابوعلی ظهیرالدوله ابومنصور وشمک‍...        | [ ۱۸ ] |
| درهم    | ۳۶۵     | آمل   | ؟        | ؟          | وسط: لا اله الا الله وحده لا شریک له الطائع لله دور:… هم بامل سنه خمس و ستین [و ثلث‍]‌مائه                                             | وسط: الله ... رسول‌الله ... دوله ابوعلی ظهیرالدوله ابومنصور وشمگیر           | [ ۱۹ ] |

سکه‌ای از بیستون که دارای شکستگی است، ضرب آمل، در موزه بریتانیا.

دیگر نمونه‌های ثبت شده توسط مایلز در مقالهٔ «سکه‌شناسی دودمان زیاریان طبرستان و گرگان» چنین است:
- سال ۳۵۸، جرجان، بیستون - رکن‌الدوله - المطیع.
- سال ۳۵۸، آمل، بیستون - رکن‌الدوله - المطیع.
- سال ۳۵۹، آمل، بیستون - رکن‌الدوله - المطیع.
- سال ۳۵۹، ساریه، بیستون - رکن‌الدوله - المطیع.
- سال ۳۶۰، آمل، بیستون - رکن‌الدوله - المطیع.
- سال ۳۶۰، جرجان، ظهیرالدوله - رکن‌الدوله - المطیع.
- سال ۳۶۱، استرآباد، ظهیرالدوله - رکن‌الدوله - المطیع.
- سال ۳۶۱، جرجان، ظهیرالدوله - رکن‌الدوله - المطیع.
- سال ۳۶۱، ساریه، ظهیرالدوله - رکن‌الدوله - المطیع.
- سال ۳۶۲، جرجان، ظهیرالدوله - رکن‌الدوله - المطیع.
- سال ۳۶۲، آمل، ظهیرالدوله - رکن‌الدوله - المطیع.
- سال ۳۶۲، ساری، ظهیرالدوله - رکن‌الدوله - المطیع.
- سال ۳۶۲، استرآباد، ظهیرالدوله - رکن‌الدوله - المطیع.
- سال ۳۶۳، جرجان، ظهیرالدوله - رکن‌الدوله - المطیع.
- سال ۳۶۳، استرآباد، ظهیرالدوله - رکن‌الدوله - المطیع.
- سال ۳۶۳، ساریه، ظهیرالدوله - رکن‌الدوله - المطیع.
- سال ۳۶۳، آمل، ظهیرالدوله - رکن‌الدوله - المطیع.
- سال ۳۶۴، استرآباد، ظهیرالدوله - رکن‌الدوله - المطیع.
- سال ۳۶۴، بدون محل ضرب، ظهیرالدوله - رکن‌الدوله - المطیع.
- سال ۳۶۴، جرجان، ظهیرالدوله - رکن‌الدوله - المطیع.
- سال ۳۶۴، هوسم، ظهیرالدوله - رکن‌الدوله - الطائع.
- سال ۳۶۴، قومس، ظهیرالدوله - رکن‌الدوله - الطائع.
- سال ۳۶۴، ساریه، ظهیرالدوله.
- سال ۳۶۵، استرآباد، ظهیرالدوله - رکن‌الدوله - الطائع.
- سال ۳۶۵، آمل، ظهیرالدوله - رکن‌الدوله - الطائع.
- سال ۳۶۵، جرجان، ظهیرالدوله - رکن‌الدوله - الطائع.
- سال ۳۶۵، ساریه، ظهیرالدوله.
- سال ۳۶۶، استرآباد، ظهیرالدوله - رکن‌الدوله - الطائع.
- سال ۳۶۶، آمل، ظهیرالدوله - رکن‌الدوله - الطائع.
- سال ۳۶۶، جرجان، ظهیرالدوله - رکن‌الدوله - الطائع.
- سال ۳۶۶، هوسم، ظهیرالدوله - رکن‌الدوله - الطائع.
- سال ۳۶۶، ساریه، ظهیرالدوله.[۲۰]

### قابوس

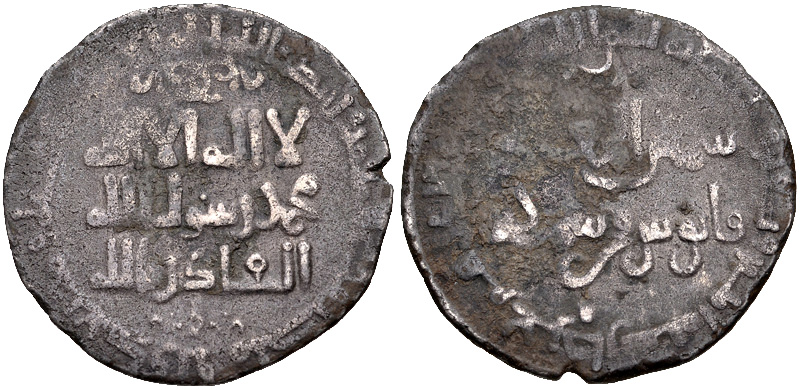
سکهٔ قابوس زیاری.

سکه‌هایی که از دوران حکومت قابوس بر جای مانده، بیشتر متعلق به دورهٔ نخست حکومت او هستند و پیش از ۳۷۰ هجری ضرب شده‌اند. وی تا پیش از خلع قدرت در این سال، سیادت عضدالدوله بویی و خلیفه الطائع را بر خود به رسمیت می‌شناخت. پس از آن که قابوس توانست دوره هجده سالهٔ فترت از حکومت را گذرانده و در ۳۸۸ هجری به حکومت بازگردد، دیگر نامی از امیران بویی بر روی سکه‌هایش نیاورد و تنها به ذکر اسم خلیفه اکتفا نمود.
| نوع سکه | سال ه‍.ق)    | شهر   | وزن      | قطر        | متن رو | متن پشت                                                  | منبع          |
| ------- | ---------- | ----- | -------- | ---------- | --- | -------------------------------------------------------- | ------------- |
| درهم    | ۳۶۷        | ساریه | ؟        | ؟          | قابوس بن وشمگیر | الطائع عضدالدوله تاج المله ابوشجاع                       | [ ۲۲ ]        |
| درهم    | ۳۶۸        | ؟     | ؟        | ؟          | وسط: لا اله الا الله وحده لا شریک له قابوس بن وشمگیر دور:بسم‌الله… مان و صتین و ثلثما… الله الامر الخ محمدرسول‌الله ارسله الخ   | لله محمد رسول‌الله الطائع لله عضدالدوله و تاج المله ...   | [ ۲۳ ]        |
| درهم    | ح. ۳۸۱–۴۰۳ | ؟     | ۶٫۲۰ گرم | ۲۶ میلی‌متر | وسط: لا اله الا الله محمد رسول‌الله القادر بالله دور:محمدرسول الله - ارسله بالهدی و دین الحق لیظهره علی الدین ولو کره المشرکون | وسط:... شمس المعالی قابوس بن وشمگیر دور:... ارسله بالهدی | [ ۲۴ ] [ ۲۵ ] |

از دیگر سکه‌های قابوس زیاری که کشف و طبقه‌بندی شده‌اند، عبارتند از:
- سال ۳۶۷، استرآباد، قابوس - عضدالدوله - الطائع.
- سال ۳۶۷، جرجان، قابوس - عضدالدوله - الطائع.
- سال ۳۶۷، آمل، قابوس - عضدالدوله - الطائع.
- سال ۳۶۸، استرآباد، قابوس - عضدالدوله - الطائع.
- سال ۳۶۸، آمل، قابوس - عضدالدوله - الطائع.
- سال ۳۶۸، جرجان، قابوس - عضدالدوله - الطائع.
- سال ۳۶۸، ساریه، قابوس - عضدالدوله - الطائع.
- سال ۳۶۹، آمل، قابوس - عضدالدوله - الطائع.
- سال ۳۷۰، جرجان، قابوس - عضدالدوله - الطائع.[۲۶]

### منوچهر

سکهٔ منوچهر زیاری.

از منوچهر زیاری سکه‌های معدودی مانده‌است. من‌جمله یک سکهٔ مخدوش که تاریخش مشخص نیست ولی نام «فلک‌المعالی» بر آن حک شده‌است و سکه‌ای از ۳۹۵ هجری که ضرب جرجان است ولی نام امیر زیاری بر آن درج نیست و در زمان خلافت القادر ضرب شده و یحتمل از دوره منوچهر یا قابوس باشد.
| نوع سکه | سال ه‍.ق) | شهر   | وزن      | قطر        | متن رو                                                    | متن پشت | منبع          |
| ------- | ------- | ----- | -------- | ---------- | --------------------------------------------------------- | --- | ------------- |
| درهم    | ۴۰۷     | جرجان | ۳٫۷۰ گرم | ۲۲ میلی‌متر | وسط: لا اله الا الله وحده لا شریک له القادر بالله دور:... | وسط:لله محمد رسول‌الله الامیرالسید فلک المعالی ابومنصور دور:بسم‌الله ضرب هذالدرهم بمدینه الجرجان سنه سبع و اربع مائه | [ ۲۸ ] [ ۲۹ ] |

### انوشیروان

سکهٔ انوشیروان زیاری.